# Balagànnoie
Balagànnoie (en rus: Балаганное) és un poble de l'óblast de Magadan, a Rússia, que el 2018 tenia 252 habitants.